# Stratiothyrea matema
Stratiothyrea matema är en tvåvingeart som beskrevs av Cresson 1936. Stratiothyrea matema ingår i släktet Stratiothyrea och familjen vattenflugor. Inga underarter finns listade i Catalogue of Life.